# Centro Peres para a Paz
O Centro Peres para a Paz (em inglês:  Peres Center for Peace) é uma organização não governamental independente fundada em 1996 pelo Nobel da Paz e ex-presidente de Israel Shimon Peres. A organização tem sede em Jafa, Israel. O seu objetivo é a promoção da visão de Peres para o Médio Oriente, na qual os diversos coletivos existentes trabalhem juntos para construir a paz na região através da cooperação socioeconómica, desenvolvimento e  interação entre pessoas.
O Centro descreve a sua missão como "construir uma infraestrutura de paz e reconciliação pelos povos do Médio Oriente, que promova o desenvolvimento socioeconómico enquanto se avança na cooperação e entendimento mútuos... Os programas são desenhados para potenciar a participação ativa das populações desta região na construção da paz no sentido de uma paz real, efetiva e duradoura". Pelas suas atividades o Centro tem sido galardoado com vários prémios, entre eles:
- Medalha de Ouro das Nações Unidas (Campanha Blood Relations)[3]
- 2010 Wingate Award for Best NGO in the Field of Peace and Sport (Prémio para a Melhor ONG no Campo da Paz e do Desporto)[4]
- Ashoka Entrepreneurship Award
- 2010 Peace and Sports Award (Monaco) for Best NGO (Prémio da Paz e Desporto (Mónaco) para a melhor ONG).[5]
- 2010 Prémio "Global Sports Forum Barcelona" para o melhor projeto. [6]